# لیدیا (لوئیزیانا)
لیدیا (به انگلیسی: Lydia) شهری در ایالت لوئیزیانا کشور ایالات متحده آمریکا است که جمعیت آن در سرشماری سال ۲۰۱۰ میلادی، ۹۵۲ نفر بوده‌است.